# クリミナル 2人の記憶を持つ男
『クリミナル 2人の記憶を持つ男』（クリミナルふたりのきおくをもつおとこ、Criminal）は、2016年公開のアメリカ合衆国・イギリスのスパイ・アクション映画。

## あらすじ
ロンドン駐在のCIAエージェント・ビルが任務中に死亡した。彼はアメリカ軍の核ミサイルを遠隔で操作することが可能なハッカー・ダッチマンの居場所を知る唯一の人物だったため、CIAは大きな衝撃を受ける。
CIAはダッチマンの脅威から世界の危機を救うための次なる手段として、ビルの記憶を脳内へ移植する手術をした他人を任務に充てることを検討する。
その移植相手として選ばれたのは、死刑囚のジェリコ・スチュワートだった。移植手術を受けたジェリコは、凶悪犯である自身とエージェントのビルの2つの人格が脳内でせめぎ合う中、記憶が消える48時間以内にダッチマンを探し出してテロを防ぐため、孤独かつ壮絶な闘いに身を投じていく。

## キャスト
※括弧内は日本語吹替
- ジェリコ・スチュワート - ケヴィン・コスナー（内田直哉）

死刑囚。極悪人だったが移植された記憶の影響で変化していく。
- クウェイカー・ウェルズ - ゲイリー・オールドマン（辻親八）

CIA職員。ビルの上司。切羽詰まっていたとはいえ語気が荒くなることもあるなど冷静になれないことがある。
- フランクス - トミー・リー・ジョーンズ（菅生隆之）

医師。記憶移植技術を研究している。
- マルタ・リンチ - アリス・イヴ（有賀由樹子）
- ジル・ポープ - ガル・ガドット（恒松あゆみ）

ビルの妻。当初はジェリコに不信感を持つが次第に協力するようになる。
- ヤン・ストローク / ダッチマン - マイケル・ピット（北田理道）

プログラマー。優秀な技能を持ち、ミサイルなどを遠隔操作できるシステムを開発した。
- ビル・ポープ - ライアン・レイノルズ（増元拓也）

CAIの職員。ダッチマンの居場所を唯一知っていた。
- ハビエル・ハイムダール - ジョルディ・モリャ

テロ組織のリーダー。
- エルザ・ミューラー - アンチュ・トラウェ（下山田綾華）
- ピート・グリーンスリーヴス - スコット・アドキンス
- エステバン・ルイザ - アマウリー・ノラスコ

CIA職員。
- エマ・ポープ - ララ・デカロ（藤野彩水）

ビルのジルの娘。
- ピアーズ・モーガン（本人役） - ピアーズ・モーガン（烏田裕志）
- 司書 - ジョアンナ・ブルックス（喜代原まり）